# Youcef Yousfi
Youcef Yousfi (arabisk: يوسف اليوسفي) (født 2. oktober 1941) er en algerisk politiker. Han var energi- og mineminister mellem 2010 og 2015. Han var kort fungerende premierminister for Algeriet i marts-april 2014. Yousfi var Algeriets permanente repræsentant i FN fra 2006 til 2008.